# Fabrixx

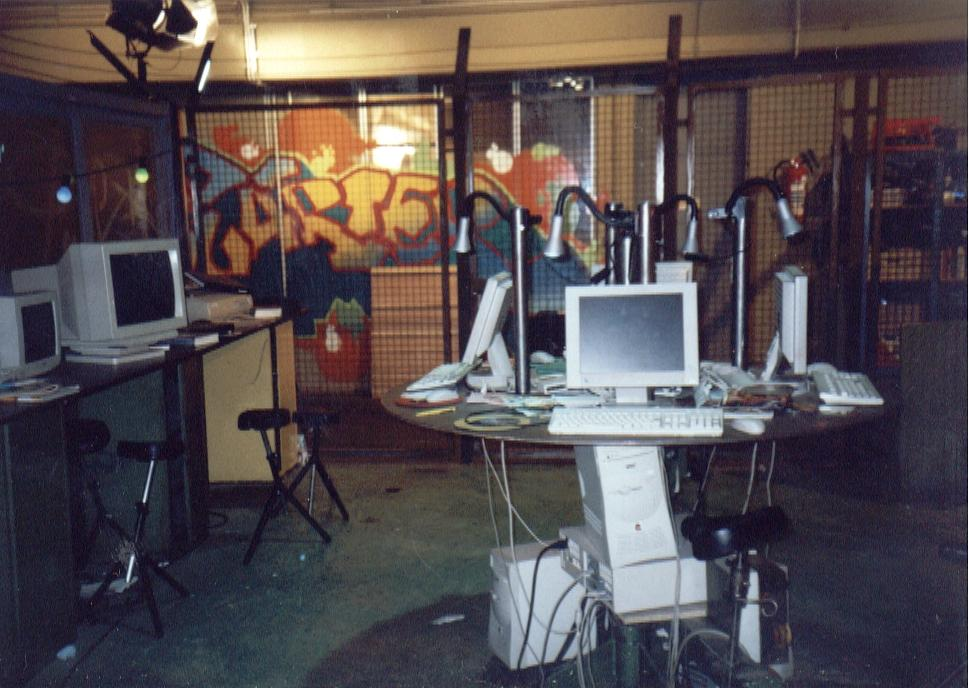
Der „Computerkäfig“ im alten Fabrixx-Studio

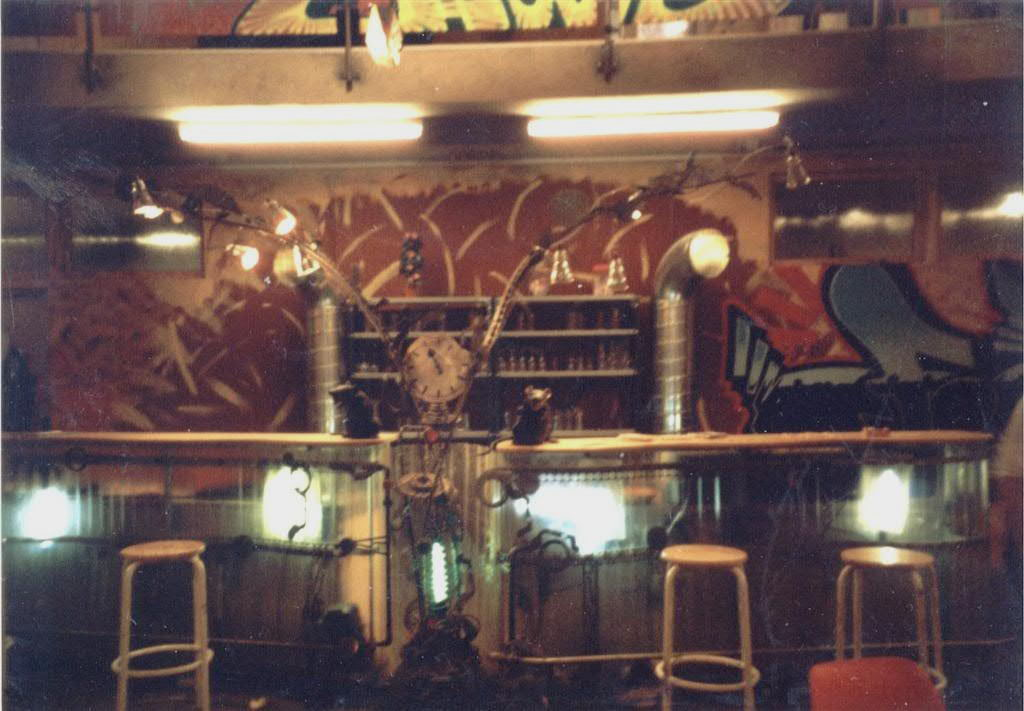
Das neue Fabrixx-Studio (2003)

Fabrixx war eine deutsche Kinder- und Jugendfernsehserie, die in einem gleichnamigen Jugendhaus in Stuttgart spielte. Dabei wurden sowohl gesellschaftliche Themen wie zum Beispiel Liebeskummer, Scheidung der Eltern, Alkohol- und Drogenprobleme, Rassismus, Obdachlosigkeit und ungewollte Schwangerschaft als auch das Alltagsleben von Jugendlichen dargestellt. Mit der Hilfe der Betreuer oder durch den Zusammenhalt untereinander finden die Jugendlichen Lösungen für ihre alltäglichen und besonderen Probleme, haben Spaß und setzen sich kreativ für ihre Ziele ein.

## Ausstrahlung
Die Erstausstrahlung der Serie lief von 2000 bis 2005 zu verschiedenen Uhrzeiten am Samstagmorgen beziehungsweise -vormittag im ersten Programm der ARD. Die erste Folge wurde am 24. November 2000, die 220. (letzte Folge) wurde zum ersten Mal am 17. September 2005 im ersten Programm der ARD ausgestrahlt.
Wiederholungen der Serie wurden im KI.KA und in den dritten Programmen des Bayerischen Fernsehens (BFS), des Rundfunks Berlin-Brandenburg (RBB), des Südwestrundfunks (SWR), des Mitteldeutschen Rundfunks (MDR) und des Hessischen Rundfunks (hr) gezeigt.

## Produktion
Die Sendung wurde im Auftrag des Südwestrundfunks (SWR) von Maran Film GmbH, des Baden-Badener Tochterunternehmens der Münchener Bavaria Film und des SWR, in Stuttgart produziert. Die ersten zwei Staffeln (je 76 und 44 Folgen) wurden in einer ehemaligen Fabrikhalle am Stuttgarter Pragsattel in der Löwentorstraße 68, die letzten zwei Staffeln in der ehemaligen Reitkaserne (heute: Medienzentrum Römerkastell) in Bad Cannstatt in der Rommelstraße 1 gedreht. Der Umzug wurde in die Serie einbezogen.
Nach 220 Folgen wurde die Serie im August 2004 nach einer Entscheidung der ARD-Programmredaktion vom Januar 2004 eingestellt (letzter Drehtag: Freitag, 23. Juli 2004), da das Thema Jugendhaus nicht mehr verwertbar sei (O-Ton: „Diese Entscheidung hat dramaturgische Gründe: Das Thema Jugendclub ist aus Sicht der Redaktion ausgereizt.“).

## Vorspann
Der Vorspann der Serie zeigt die Hauptdarsteller mit ihren Rollennamen. Kulisse ist eine Betonwand, auf der das Logo der Sendung mit Graffiti gesprüht ist. Im Laufe der Serie wurden gelegentlich die Darsteller im Vorspann durch andere ersetzt. In der zweiten Hälfte der Serie wurde auch die Musik, mit der der Vorspann hinterlegt war, verändert. Der Vorspann hat eine Länge von 30 Sekunden.
Erste Version

(na na na na nah)

Total weiche Knie, ich werd’ verrückt,

oh, was geht ab, mich hat’s voll erwischt,

das Gefühl bisher kannt’ ich nicht,

jetzt muss es raus: hey, ich steh’ auf dich.

Hast du Frust, kein Bock auf nix,

bist genervt, weil’s eben bist,

alles normal, alles ist cool,

du bist eben du, jetzt steh’ dazu.

Mach dich locker und mach dich frei,

sei wie du bist, dann bist du dabei,

alles was ich will, ist sein wie ich bin,

sei wie du bist und mach dein Ding.
Zweite Version

(na na na na nah)

Total weiche Knie, ich werd’ verrückt,

oh, was geht ab, mich hat’s voll erwischt,

das Gefühl bisher kannt’ ich nicht,

jetzt muss es raus: hey, ich steh’ auf dich.

Hast du Frust, kein Bock auf nix,

bist genervt, weil’s eben bist,

alles normal, alles ist cool,

du bist du, jetzt steh’ dazu.

Mach dich locker und mach dich frei,

wie du bist, du bist dabei,

was ich will, ist sein wie ich bin,

sei wie du bist und mach dein Ding.

## Besetzung

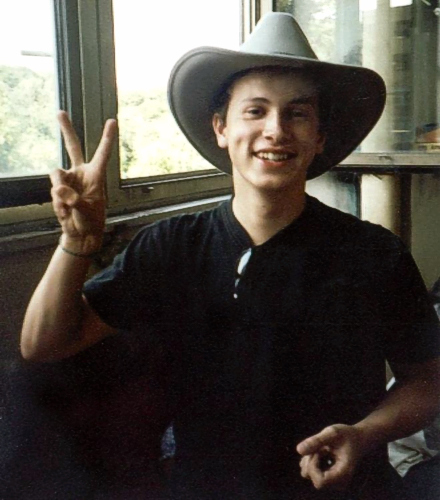
Franz Dinda beim ersten Fabrixx-Fantag (2002)

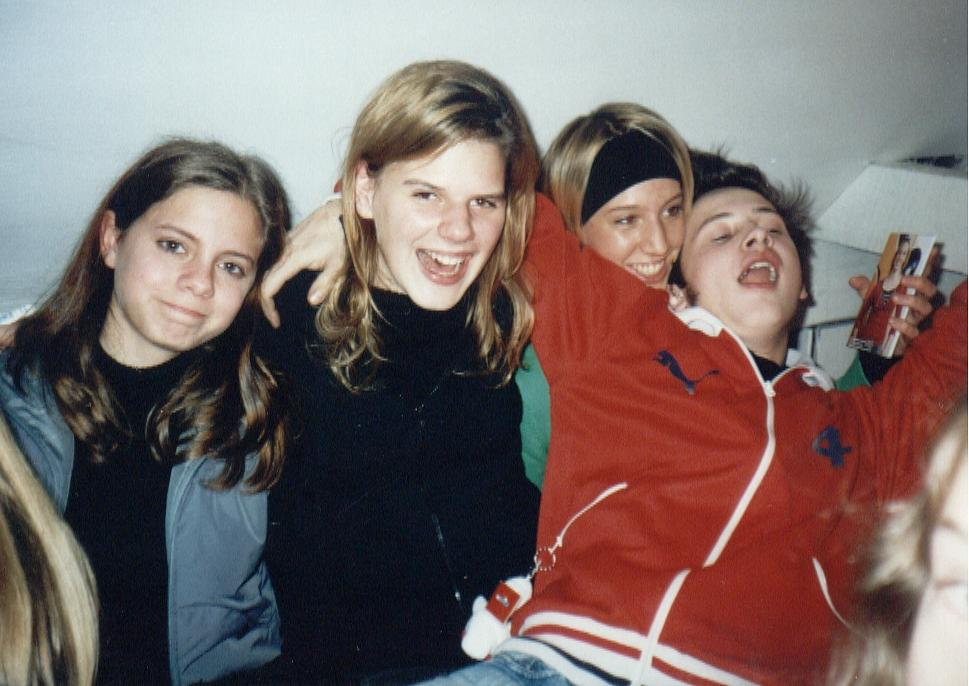
Fabrixx-Darsteller bei einem Fantag (2003; von links: Anne Reuter, Alexandra Staib, Laura Müller, Franz Dinda)

Fabrixx hat einerseits bereits erfolgreiche Darsteller beziehungsweise Schauspieler von anderen Serien im Bereich der Bavaria Film (beispielsweise Christof Arnold von Marienhof) übernommen, andererseits fanden einige Fabrixx-Darsteller Auftrittsmöglichkeiten in der ebenfalls in Stuttgart produzierten Kinder-Detektivserie Ein Fall für B.A.R.Z.
Viele der Fabrixx-Darsteller waren und sind regelmäßig in Theatern der Region Stuttgart auf der Bühne zu sehen.
| Darsteller                       | Rollenname            | Einstieg | Ausstieg | Bemerkungen                                |
| -------------------------------- | --------------------- | -------- | -------- | ------------------------------------------ |
| Vanessa Bieswanger               | Sophie Reiter         | Ep. 130  | Ep. 220  |                                            |
| Sina Blessing                    | Jana Hotmannspötter   |          |          |                                            |
| Michelle Bucher                  | Anne Blume            | Ep. 198  |          |                                            |
| Giulia „Julia“ Colazzo           | Anja Allgöwer         | Ep. 1    | Ep. 154  | Gastauftritt: Ep. 220                      |
| Aaron Defant                     | Ivo Maric             | Ep. 9    | Ep. 220  | Bruder von Anica                           |
| Hasan Dere                       | Kiste                 |          | Ep. 220  |                                            |
| Franz Dinda                      | Fabian Krüger         | Ep. 37   | Ep. 160  | Cousin von Mike und Dennis                 |
| Bob Raimondo Amipoor El Halawany | George Richmond       | Ep. 122  | Ep. 220  |                                            |
| Ina Johanna Fischer              | Tabea Kanz            | Ep. 181  |          |                                            |
| Noah „Noh“ Hagos                 | Noh                   | Ep. 88   | Ep. 220  |                                            |
| Judith Hellebronth               | Anica Maric           | Ep. 1    | Ep. 189  | Schwester von Ivo, Gastauftritt: Ep. 220   |
| Elena Jesse                      | Luna Hoffmann         | Ep. 178  |          |                                            |
| Kristina Jurcevic                | Rebecca Menegazzi     | Ep. 174  | Ep. 214  |                                            |
| Miriana Kunzmann                 | Ronja Hilgers         | Ep. 181  |          |                                            |
| Paula Kohlmann                   | Sandra Dittmann       | Ep. 57   | Ep. 120  | Gastauftritt: Ep. 220                      |
| Benjamin Kuch                    | Dennis Kusterer       | Ep. 1    | Ep. 220  | Bruder von Mike, Cousin von Fabian         |
| Tanja Maier                      | Gianna Seidler        | Ep. 1    | Ep. 51   | Schwester von Carlo, Gastauftritt: Ep. 220 |
| Luzie Marie Marquardt            | Patricia König        | Ep. 198  |          |                                            |
| Dorian Messelhäuser              | Carlo Seidler         | Ep. 1    | Ep. 220  | Bruder von Gianna                          |
| Katia Miersch                    | Sara Weishaupt        | Ep. 130  | Ep. 220  |                                            |
| Laura Müller                     | Johanna „Yo“ Reichert | Ep. 87   | Ep. 220  |                                            |
| Horst Penkert                    | Mehmet Yilmaz         | Ep. 1    | Ep. 220  |                                            |
| Anne Reuter                      | Laura Helmich         |          | Ep. 220  |                                            |
| Sandra Seefried                  | Lena Strauss          |          | Ep. 220  |                                            |
| Julian Spatz                     | Kevin Brückdorf       | Ep. 132  | Ep. 220  |                                            |
| Alexandra Staib                  | Jeanette Köber        |          | Ep. 220  |                                            |
| Lisa Stanew                      | Franziska Häberlin    | Ep. 1    | Ep. 220  |                                            |
| Sebastian Sury                   | Salih Bukovic         | Ep. 1    | Ep. 220  |                                            |
| Isabelle Trick                   | Esther van der Boom   | Ep. 1    | Ep. 171  | Gastauftritt: Ep. 220                      |
| Julian Trostorf                  | Sebastian Stettner    | Ep. 1    | Ep. 220  |                                            |
| Katja Wolf                       | Nina Haas             | Ep. 97   | Ep. 220  |                                            |
| Tobias Wolf                      | Mike Kusterer         | Ep. 1    | Ep. 220  | Bruder von Dennis, Cousin von Fabian       |
| Sabrina Christina Johanna Wörz   | Josefina Veronelli    | Ep. 95   | Ep. 220  |                                            |
| Niklas Wünsche                   | Dirk Holzapfel        | Ep. 125  | Ep. 220  |                                            |

| Darsteller       | Rollenname                | Einstieg | Ausstieg | Bemerkungen                                                                      |
| ---------------- | ------------------------- | -------- | -------- | -------------------------------------------------------------------------------- |
| Christof Arnold  | Uli Buchner               | Ep. 1    | Ep. 139  | Betreuer, erster Leiter des Fabrixx                                              |
| Danielle Gaubatz | Susann Witt               | Ep. 1    | Ep. 66   | Betreuerin im Fabrixx                                                            |
| Sebastian Gerold | Tom Kamphausen            | Ep. 154  | Ep. 220  | Betreuer, letzter Leiter des Fabrixx                                             |
| Mirjam Hamm      | Nadja Hessler             | Ep. 2    | Ep. 220  | Betreuerin im Fabrixx                                                            |
| Sabine Menne     | Jennifer „Jenny“ Blessing | Ep. 92   | Ep. 220  | Betreuerin im Fabrixx                                                            |
| Nannita Peschke  | Gitti Haidle              | Ep. 1    | Ep. 220  | Köchin im Fabrixx                                                                |
| Martin Roth      | Oskar                     |          | Ep. 220  | Besitzer des Fastfood-Restaurants American Diner                                 |
| Christina Scholz | Ina Seidler               | Ep. 4    | Ep. 102  | Mutter von Gianna und Carlo, Altenpflegerin, arbeitet später nebenbei im Fabrixx |

| Darsteller                  | Rollenname         | Einstieg | Ausstieg | Bemerkungen                                               |
| --------------------------- | ------------------ | -------- | -------- | --------------------------------------------------------- |
| Helin Aydogan               | Yildiz             | Ep. 207  | Ep. 209  | Schwester von Asena                                       |
| Thomas Bleckert             | Eric Rahner        | Ep. 75   | Ep. 115  | Neonazi, Ex-Freund von Sandra                             |
| Cornelius Dane              | Jens Liebig        |          | Ep. 220  | späterer Jugendamtschef, vorübergehend Leiter des Fabrixx |
| Jelina Hannah Sophie Deuter | Luc Mangold        | Ep. 46   |          |                                                           |
| Patrick Inderst             | Freddy             | Ep. 179  | Ep. 185  |                                                           |
| Natascha Kuch               | Martha             | Ep. 55   | Ep. 62   | Obdachlose, findet im Fabrixx Zuflucht                    |
| Natascha Kuch               | Martha             | Ep 160   | Ep. 167  | Obdachlose, findet im Fabrixx Zuflucht                    |
| Cesy Leonard                | Lea                |          |          | Sprayerin, ist mit Anica befreundet                       |
| Andreas Lichtenberger       | Peter Helmich      | Ep. 171  | Ep. 173  | Vater von Laura                                           |
| Prisca Maier                | Karin Kusterer     |          |          | Mutter von Mike und Dennis                                |
| Michael Marks               | Hannes             | Ep. 128  | Ep. 142  |                                                           |
| Leander Modersohn           | Leon               |          |          |                                                           |
| Reinhold Ohngemach          | Franz Steinbrenner | Ep. 7    |          | Obdachloser, findet im Fabrixx Zuflucht                   |
| Kai Diana Otto              | Nele Lemaire       | Ep. 98   | Ep. 159  |                                                           |
| Reinhard Peer               | Ralf Jacobsen      | Ep. 4    |          | Freund von Ina                                            |
| Sebastian Schäfer           | Karl König         |          |          |                                                           |
| Nihal Yesil                 | Asena              | Ep. 207  | Ep. 209  | Schwester von Yildiz                                      |
| Christoph Hufenbecher       | Vater Allgöwer     | Ep. 171  |          |                                                           |
| Achim Fuchs                 | Alex               | Ep. 182  | Ep. 184  | Praktikant des Jugendamts                                 |
| Maximilian Brüderl          | Lukas              |          |          |                                                           |

| Darsteller        | Rolle                      | Folgen  | Bemerkungen                    |
| ----------------- | -------------------------- | ------- | ------------------------------ |
| Band ohne Namen   | Band ohne Namen            | 1       |                                |
| Claus Capek       | Claus Capek                | 1–4     | Gitarrist der Band ohne Namen  |
| Pamela Großer     | Reporterin Julia Reinhardt |         | Moderatorin und Schauspielerin |
| Cecil Jonni Lauro | Cecil Jonni Lauro          | 158–160 |                                |
| Susan Stahnke     | Frau van der Boom          | 24      | spielt die Mutter von Esther   |